# Wiedereckgraben
Der Wiedereckgraben ist ein rechter und nordöstlicher Zufluss der Rohrach bei Heidenheim im mittelfränkischen Landkreis Weißenburg-Gunzenhausen.

## Verlauf
Der Wiedereckgraben entspringt auf einer Höhe von 549 m ü. NHN aus dem Kohlbrunnen westlich des Heidenheimer Bucks zwischen Hohentrüdingen im Südwesten und Heidenheim im Nordosten. Die Quelle liegt in einem Waldgebiet in einer quellreichen Gegend im Naturpark Altmühltal am Westrand des Hahnenkamms. Unweit entspringen auch der Roethgraben und der Strenggraben.
Der Wiedereckgraben fließt zunächst durch einen Wald in eine südliche Richtung, knickt dann am Waldrand in eine südöstliche Richtung um und durchfließt von da an eine Offenlandschaft im Vorland der Südlichen Frankenalb. Er speist mehrere Weiher und unterquert zweimal die ihn bald begleitende Kreisstraße WUG 29 sowie zuletzt die Staatsstraße 2384 im Rohrachtal. Der Wiedereckgraben mündet nach einem Lauf von rund 2,4 Kilometern auf einer Höhe von 496 m ü. NHN nördlich der Balsenmühle, westlich von Mariabrunn sowie südlich von Heidenheim von rechts bzw. von Westen in die Rohrach. Unweit mündet auch der Röthelgraben in die Rohrach.
Der Wiedereckgraben hat ein Einzugsgebiet von 3,15 km².
Zuflüsse des Wiedereckgrabens sind nacheinander:
- am Mittellauf ein rechter, anscheinend unbenannter Zufluss aus Richtung Hohentrüdingen im Südwesten (Länge: ca. 0,7 km; Einzugsgebiet: ca. 0,5 km)²[3]
- am Unterlauf ein linker Zufluss aus dem Zeckenholz im Nordosten, dessen linken Oberlauf die Sieben Quellen speisen, mit jedem Oberlauf unter 0,4 km Länge[2]
- mündungsnah der von rechts und Südwesten zulaufende Faulerwasenbach, etwa 1,4 km lang mit einem Einzugsgebiet von 1,0 km²[3]